# Col de Ferrière
Le col de Ferrière est un col routier du massif du Jura, situé dans le département du Doubs sur la commune d'Anteuil. Son altitude est de 593 mètres.

## Géographie
Le col se situe sur la route départementale 31, dans la montagne du Lomont.

### Faune
Le lynx boréal est présent dans l'environnement du col et a été notamment observé le 26 juillet 2020.

## Histoire
L'aspirant Robert Séguin (1921-1944) du 4e régiment de tirailleurs tunisiens, père de Philippe Séguin (1943-2010), est tué au col le 7 septembre 1944.

## Activités

### Cyclisme
Le col est emprunté par la 7e étape du Tour de France 2019. Classé en 4e catégorie au Grand prix de la montagne, c'est le Français Yoann Offredo qui le passe en tête.
Sur le Tour de France Femmes, il est au programme en 2024 lors de la 6e étape et classé en 4e catégorie. La Belge Justine Ghekiere le franchit en tête.